# Francis George-Perrin
Francis George-Perrin, né le 3 mai 1945 à Monthey en Suisse, est un journaliste, écrivain et poète vaudois.

## Biographie
Tout d'abord pigiste au Journal du Haut-Lac à Monthey dans les années 1960, puis éditorialiste du Journal de Moudon, Francis George-Perrin, publie une centaine de poèmes dans des publications collectives.
Membre agrégé et lauréat de la Société des poètes et artistes de France, médaille d'or internationale de l'Académie européenne des arts, médaille d'honneur des poètes et artistes décernée par Poètes sans frontières, membre de l'Association vaudoise des écrivains, il est également cofondateur avec Michel Dizerens de la publication Le Scribe. Il s'est également engagé en 2010 dans l'organisation de la première Grenette du Livre à Moudon.
En février 2002, il crée le Centre d'expression d'argile et de mots, avec son épouse France, céramiste et sculptrice et propose des ateliers d'écriture jumelés avec de la sculpture sur argile. Dans le même ordre d'idées, il publie en 2000 D'argile et de mots, une plaquette de textes directement inspirés des figurines de terre créées par sa femme.

## Distinctions
- 1964 : Prix de la Radio Suisse romande pour un texte consacré à l’Exposition nationale suisse sur le thème Croire et créer.
- 1992 : Grand Prix de la Nouvelle, concours international de la Plume Lorraine de Dombasle/France
- 1993 : Prix de la Décennie décerné par la Société des Poètes et Artistes de France (Délégation suisse) pour les poèmes édités entre 1985 et 1994
- 1996 : 2e prix décerné par la Société des Poètes et Artistes de France (1er prix non attribué) pour le recueil Afritudes
- 1997 : 1er prix catégorie humour Grand Prix littéraire Amitié et Solidarité, Pau/France - édition de deux chansons à texte déposées à la SACEM sur musiques de Christian Ray
- 1997 : 2e prix et médaille d’or catégorie Récit vécu, Grand Prix littéraire Amitié et Solidarité, Pau/France
- 1997 : Grand diplôme d’honneur du Prix biennal international décerné par la SPAF - Maison du Poète, Chasseneuil/France, pour le recueil Afritudes
- 1997 : Diplôme d’honneur Grand Prix de la ville de Vichy – Jeux floraux de l’Amitié bourbonnaise, catégorie poésie libre, pour Le griot
- 1997 : Prix Anaïs Jaquet poésie vers libres décerné par la SPAF, section suisse
- 1997 : 2e prix de l’Epopée moderne attribué par la SPAF, section suisse
- 1997 : Prix Jeanne Petit (poème illustré) décerné par l’Académie littéraire de la Pleiade Pictave – Chasseneuil/France
- 1997 : Médaille d’or de l’Académie européenne des Arts, Comité national suisse
- 1997 : Diplôme d’honneur décerné dans le cadre de la célébration duXIVe centenaire de Venance Fortunat, à Poitiers/France
- 1998 : Mention d’honneur dans le cadre du Concours du Scribe d’Or organisé par l’Académie européenne des Arts, section suisse
- 1999 : Scribe d’Argent décerné à Fribourg/Suisse
- 1999 : 2e prix de la SPAF Suisse, Prix Anaïs Jaquet (1er prix non attribué)
- 1999 : Prix Hommage à l’Humanité, SPAF Suisse
- 1999 : Médaille d’Or internationale, Académie européenne des Arts, Comité national suisse
- 2000 : Médaille de bronze des Poètes et Artistes de France, Paris
- 2001 : Médaille d’Or internationale de l’Académie européenne des Arts, Gembloux/Belgique
- 2002 : Prix du Jury du Salon international de l’Académie européenne des Arts, Paris, pour le recueil Afritudes
- 2007 : Médaille de vermeil, Académie européenne des Arts, Gembloux/Belgique
- 2009 : Plume d’Or décernée par le salon international de l’AEA, à Paris
- 2009 : Prix Alphonse Allais décerné par le CEPAL (Centre européen de promotion des Arts et Lettres)
- 2009 : Diplôme de Croix d’honneur d’Officier de l’Ordre européen des Arts, décerné à Leuze/Belgique
- 2010 : Clé de Sol d’honneur décernée par l’Association romande des musiques populaires pour le meilleur support médiatique du festival annuel organisé à Moudon/Suisse
- 2011 : Médaille de bronze du Mérite culturel décernée par le CEPAL (Centre européen pour la Promotion des Arts et des Lettres)
- 2014 : Prix Alain Borne, Prix littéraire de la Ville de Montélimar / Concours Juliette Astier Cestion, Montélimar/France
- 2014 : Médaille du Rayonnement culturel de la Renaissance Française décernée à Paris
- 2015 : Prix de l'Elegie- Grand Ruban du Mérite culture CEPAL
- 2016 : Accessit Prix littéraire Ville de Montélimar
- 2017 : 1er prix - Prix littéraire des Baronnies et Revue Portique, 1er prix section Nouvelle
- 2017 : Poètes et Artistes du Bourbonnais, Prix de France et de la Francophonie catégorie Recueils
- 2017 : Le Bleuet International, Prix Comité Jury 2017 pour recueil Fumerolles
- 2017 : Médaille de vermeil et Mérite culturel du CEPAL pour Fumerolles
- 2017 : Mérite culturel des Rencontres artistiques et littéraires , Ste Geneviève des Bois
- 2017 : 1er accessit Prix Littéraire de la Ville de Montélimar pour la nouvelle Le nouveau souffle de Léon la Chance
- 2018 : 1er prix Poésie, Lire en Valdaine, Charols

## Publications
- D’Argile et de Mots, recueil de poèmes sur des thèmes et créations céramiques de France Goerge-Perrin  (ISBN 9782884642354)
- Afritudes, recueil de poèmes et nouvelles  (ISBN 9782884644594)
- L’épopée des Brigands du Jorat, Évocation historique,  (ISBN 9782940436750)
- Le voyage de la Juive – la lettre, recueil de nouvelles,  (ISBN 9782884645379)
- Monsieur Edmond et autres personnages, recueil de nouvelles et poèmes,  (ISBN 9782884649131)
- Un hiver en bord de mer, poèmes sur des aquarelles de Bernard Völlmy
- Balade moudonnoise, monographie du peintre et dessinateur Roland Rapin,  (ISBN 9782884648752)
- 150e Anniversaire de la Société d’Agriculture de Moudon/Bercher, ouvrage historique sur l’une des plus anciennes sociétés d’agriculture du canton de Vaud
- La Lettre et autres images à dire et à chanter, CD audio provenant d’enregistrements sur la RSR et compositions créées et interprétées par Christian Ulmer sur des paroles de Francis George-Perrin  (ISBN 978-2-88464-958-2)
- La correction de l’atlas, découverte fondamentale ou supercherie ?, recueil de témoignages et présentation de la méthode créée et développée par R.-C. Schümperli  (ISBN 2-88464-741-4)
- Mémoire vive – Le Jorat, collaboration rédactionnelle dans le cadre d’un ouvrage publié sous les auspices des Archives de la ville de Lausanne
- Fumerolles, Éditions du Scribe 2017
- D'ailleurs et d'autres, Éditions du Scribe 2017[2]